# Koanga

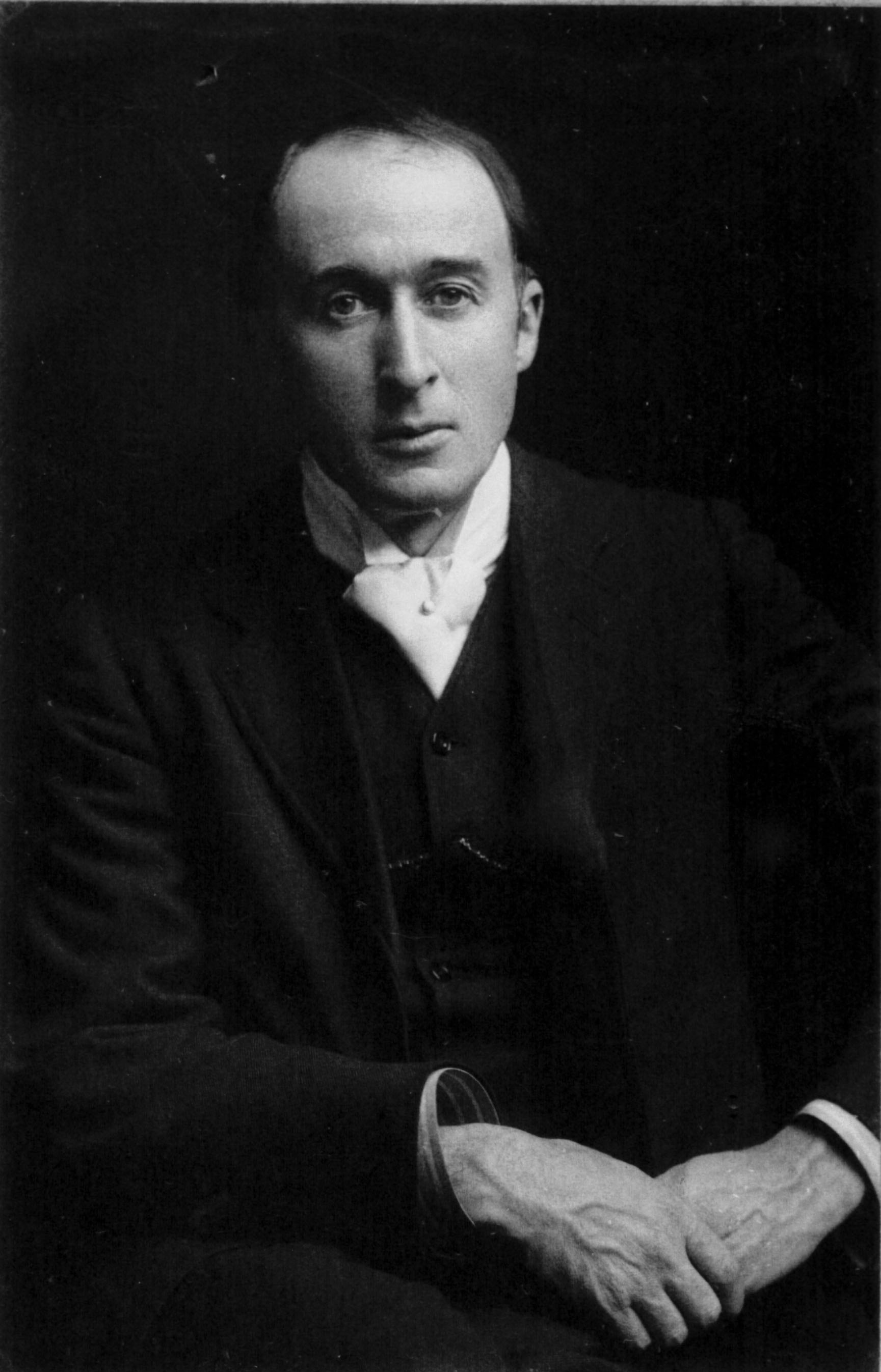
Frederick Delius.

Koanga är en engelsk opera i prolog, tre akter och epilog med musik av Frederick Delius och libretto av Charles F. Keary (1848-1917) efter romanen The Grandissimes; A Story of Creole Life (1880) av George Washington Cable.

## Historia
Operan härstammar från Delius tid i Florida där han hade blivit fascinerad av den lokala musiken och negro spirituals. Delius hade hoppats att operan skulle framföras i London 1899 men delar av den spelades endast konsertant vid ett framförande 30 maj. Det första sceniska framförandet skedde den 30 mars 1904 på Stadttheater i Elberfeld, men librettot sjöngs på tyska. Det första engelska framförandet skedde den 23 september 1935 på Covent Garden-operan under ledning av dirigenten Sir Thomas Beecham, som redan 1910 velat sätta upp operan.

## Personer
- Koanga, en afrikansk prins och Voodoopräst (baryton)
- Palmyra, en mulatt, husa och halvsyster till Clotilda (sopran)
- Don José Martinez, en plantageägare (bas)
- Simon Perez, Don Josés förman (tenor)
- Clotilda, Don Josés hustru (alt)
- Rangwan, en Voodoopräst (bas)
- Onkel Joe, en gammal slav (bas)
- Renée, Hélène, Jeanne, Marie; plantageägarens döttrar (sopraner)
- Aurore, Hortense, Olive, Paulette; plantageägarens döttrar (altar)

## Handling
Mississippi River plantagen i Louisiana slutet av 1700-talet.

### Prolog
Den gamle slaven Onkel Joe berättar för plantageägarens åtta döttrar deras favorithistoria om Koanga och Palmyra.

### Akt I
På en sockerrörsplantage i Louisiana arbetar mulattslavinnan Palmyra. Hon avvisar förmannen Simon Perez närmanden. Plantageägaren Don José Martinez berättar om en ny sändning med slavar som inkluderar Koanga, en västafrikansk prins och voodoopräst. När Koanga anländer blir Palmyra ögonblickligen förälskad i honom. Koanga vägrar underordna sig som slav. Martinez noterar attraktionen och erbjuder Palymra till Koanga om han arbetar. Men Clotilda, Martinez hustru (och Palmyras halvsyster) protesterar mot att bli av med Palymras tjänster som husa.

### Akt II
På bröllopsfesten mellan Koanga och Palmyra berättar Clotilda för Perez att Palmyra är hennes halvsyster och lovar bort henne till Perez om han kan stoppa bröllopet. Palmyra förs bort av Perez män. Koanga slår ner Martinez och nedkallar en voodooförbannelse över plantagen. Pesten slår till.

### Akt III
Koanga dödar Perez och befriar Palmyra. Han flyr ut i träsket men hämtas tillbaka dödligt sårad. Innan han dör begår Palmyra självmord.

### Epilog
I epilogen återvänder vi till plantageägarens åtta döttrar som lyssnar till Onkel Joe.